# Im (cognome)
Im (임, 림?, 任, 壬, 恁, 林?) è un cognome di lingua coreana.

## Possibili trascrizioni
Eam, Leem, Lim, Rhim, Rim, Yim.

## Origine e diffusione
Il primo ramo è il Supul Rim e il suo carattere Hanja è 林. È presente prevalentemente a Naju e a Pyeongtaek. I membri di questo clan pronunciano indistintamente il proprio cognome Im (임) o Rim (림). Il significato del loro hanja è "foresta".
Il secondo ramo è il Matgil Im o Mateul Im e il suo carattere Hanja è 任. È diffuso prevalentemente a Pungcheon con comparse anche a Jangheung. I membri di questo clan pronunciano il proprio cognome come Im (임). Il significato del loro hanja è "fidato/dovere".
Si tratta del 10º cognome per diffusione in Corea secondo i dati del Korean National Statistics Office del 2015. Conta circa 1015200 presenze.

## Persone
- Lim Chai-min, calciatore sudcoreano
- Lim Hyun-gyu, lottatore di arti marziali miste sudcoreano
- Im Na-yeon, cantante sudcoreana